# Гійом Каль
Гійом Каль (фр. Guillaume Cale; р. н. невід.— † червень 1358, Клермон-ан-Бовезі) — керівник селянського повстання у Франції, яке отримало назву Жакерії, селянин. Прагнув об'єднати селянські загони, налагодити зв'язок з повсталими городянами, у тому числі з парижанами. За наказом короля Наварри Карла Злого Гільйома Каля підступно схопили і стратили.

## Причини Жакерії
Причинами повстання були, окрім війни, незадоволення податковим тиском, недавня епідемія чуми, а також постійні напади найманців — так званих рутьєрів. Поштовхом до Жакерії було чергове підвищення податків, на яке пішов дофін Карл для того, щоб викупити з англійського полону батька після битви при Пуатьє. Повстання почалося у містечку Сен-Ле-д'Ессеран, коли його жителі відбили напад однієї з банд найманців. Повстання швидко поширилося центральною частиною Франції. За сучасними оцінками у повстанні взяло участь 100 тис. селян. Повсталі захоплювали замки феодалів, яких вони вважали головними винуватцями своїх бідувань, убивали дворян і просто багатіїв. Багато міст підтримало жаків. Одним із ватажків повстанців став Гійом Каль...
|  | Вибрали короля зі свого середовища, що, за чутками, був родом із Клермона в Бовезі, і зробили його першим серед перших. І величали його, короля, Жак Простак. Вони спалили й дощенту зруйнували <...> понад 60 гарних будинків і міцних замків. <....>. |

## Поява Гійома Каля
Гійом Каль був вихідцем із села Мелло. Це був простий за походженням селянин. Але він став хорошим організатором, знавцем військової справи, розумним і далекоглядним керівником. Ним керувало бажання покращити життя простих французів, позбавити їх від непомірних податків.